# Biała
Bělá  (polsky Biała, pro odlišení od stejnojmenných obcí označovaná často jako Biała Prudnicka, německy Zülz, slezsky Biołŏ) je město v jižním Polsku v Opolském vojvodství v okrese Prudník, sídlo stejnojmenné gminy. Leží na historickém území Horního Slezska zhruba 9 km od Prudníku. Je městem s nejvyšším podílem občanů německé národnosti v Polsku (32,2 %  v roce 2011) a je oficiálně dvojjazyčné. V roce 2024 zde žilo 2 256 obyvatel.

## Název
Název obce pochází z polského názvu pro bílou barvu. Heinrich Adamy ve svém seznamu místních názvů ve Slezsku, vydaném v roce 1888 ve Vratislavi, uvádí jako nejstarší zaznamenané jméno "Bialy", přičemž jeho význam uvádí jako "Von der Saline Czulicz bei Bialy kommt der name Zülz" (angl. jméno Zülz). Německé jméno Zülz pochází z poněmčeného příjmení slezského rodu Czuliczů, který vlastnil salinu (místo, kde se získávala sůl), která se nachází v blízkosti současné vesnice Biała. Podobný závěr lze vyvodit z místopisného popisu Slezska z roku 1865, který uvádí dvě města: město Biała (Zülz) a Solec (Alt-Zülz).

## Dějiny

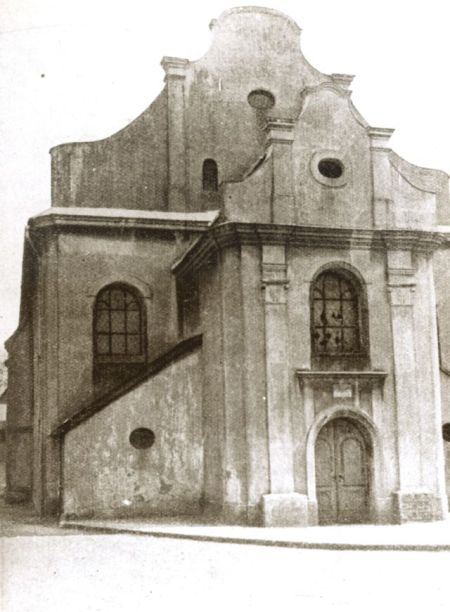
Bělská synagoga (zbouraná v roce 1939)

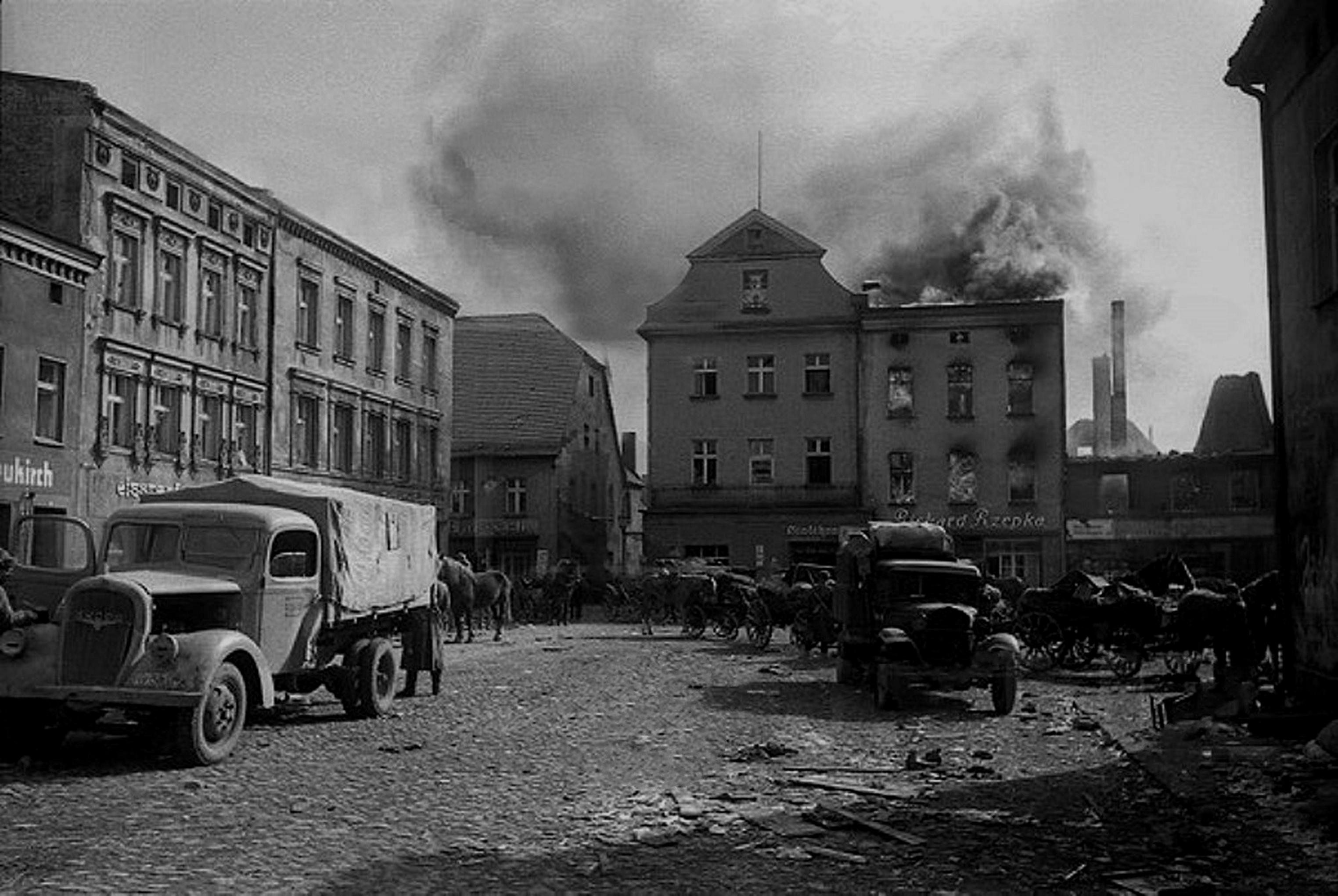
Hořící náměstí v roce 1945

Bělá vznikla během německé východní kolonizace ve 13. století, první písemná zmínka pochází z roku 1225. Původní osada se rozkládala ve čtvrti Stare Miasto (Staré Město) ležící několik set metrů východně od dnešního historického jádra s náměstím, jež bylo založeno na kopci u hradu – sídla kastelánie – kolem roku 1270. Německý název Zülz je ve skutečnosti také slovanského původu a vztahuje se k těžbě soli v této oblasti, kterážto souvislost je dodnes patrná v názvu sousední vesnice, jež se německý jmenuje Alt-Zülz (Starý Zülz) a polsky Solec.
Jako součást Opolského, případně Falkenberského či Opolsko-ratibořského, knížectví patřila Bělá od roku 1327 českým zemím a s nimi po roce 1526 Habsburské monarchii. Po rozdělení Slezska v roce 1742 připadla Prusku a spadala pak pod okres Prudník (Landkreis Neustadt O.S.) ve vládním obvodu Opolí provincie Slezsko. Od roku 1871 ve sjednoceném Německu. 
V roce 1564 získali bělské panství Pruskovští z Pruskova. Zastali se místních Židů, kteří měli výnosem zemského sněmu nařízeno opustit území Opolsko-ratibořského knížectví a Bělá se tak záhy stala jediným místem v Horním Slezsku, kde se směli svobodně usazovat. Zvláštní status bělských Židů byl potvrzen císařskými privilegii v letech 1601, 1672 a 1699. Na konci 18. století zde žila zhruba polovina všech slezských Židů, kteří tvořili tvořili polovinu obyvatel tehdy dvoutisícového městečka. Po vydání emancipačního ediktu v roce 1812 začali Židé z Bělé emigrovat do větších a ekonomicky atraktivnějších měst. Mezi nimi byl Samuel Fränkel, který v sousedním Prudníku založil textilní továrnu, pozdější "Frontex". Zatímco roku 1810 představovali Židé 48,6 % obyvatel, tak roku 1834 už jen 34,9 % a roku 1852 16,4 %. Při sčítání lidu v roce 1910 se k židovské víře přihlásilo pouze 20 osob. Náboženská obec byla formálně rozpuštěna v roce 1914.
83,8 % obyvatel Bělé v roce 1910 mluvilo německy, 15,1 % polsky nebo „vasrpolsky“ a 28 osob aneb 1 % bylo dvojjazyčných. Hranice území, na kterém se po první světové válce konal hornoslezský plebiscit, vedla východně od města, ale zahrnovala již sousední Alt-Zülz/Solec.
Rudá armáda obsadila Bělou 22. března 1945 a následně ji vydrancovala. Celá východní strana náměstí včetně radnice byla vypálena a domy, včetně kostela a nemocnice, vyrabovány. Na základě Jaltské a Postupimské dohody bylo město přiznáno Polsku. Od roku 1950 patří k Opolskému vojvodství. 
V roce 1951 zde vznikla pobočka (závod D) Pletařských závodů Unia v Hlubčicích (Zakłady Przemysłu Dziewiarskiego „Unia“ w Głubczycach), jež byla v období socialismu největším zaměstnavatelem ve městě. Fungovala do roku 2001. Od roku 1994 existuje v Bělé odštěpný závod  společnosti Ustronianka, výrobce balených vod a nealkoholických nápojů.
Většina autochtonních obyvatel nebyla po druhé světové válce odsunuta a po takzvané národnostní verifikaci získala polské občanství. Po uvolnění politických poměrů v roce 1989 se Bělá stala jednou z bašt německé menšiny v polském Slezsku. V roce 2002 se 42,7 % obyvatel gminy hlásilo k německé národnosti, dalších 4,7 % ke slezské.  V roce 2011 činil podíl Němců 32,2 % a byl stejně jako před devíti lety nejvyšší ze všech polských měst. Od roku 2006 platí oficiální dvojjazyčnost. Mezi hlavní politická uskupení na místní politické scéně patří Mniejszość Niemiecka – Deutsche Minderheit. V komunálních volbách v roce 2014 dostala 36,65 % hlasů a v roce 2018 26,18 %.

## Pamětihodnosti
- Zámek – původní hrad, sídlo středověké kastelánie, byl přestavěn v 16. století v renesančním a v letech 1638–1640 za vlády Pruskovských v raně barokním stylu; v roce 1872 byl odkoupen městem, sloužil od té doby jako sídlo učitelského semináře, potom gymnázia, základní školy a od 80. let 20. století jako sklad oblečení; nyní v soukromém vlastnictví a zanedbaný;
- Náměstí s měšťanskými domy z 19. století (vyjma východní strany zničené v roce 1945), bývalým hotelem Zur Goldenen Krone – sídlem magistrátu, sochou svatého Jana Nepomuckého z roku 1867 a Panny Marie Neposkvrněné z roku 1895;
- Farní kostel Nanebevzetí Panny Marie – v jádru gotický, mnohokrát přestavovaný, zejména v 18. století;
- Kostel svatého Petra a Pavla ve čtvrti Stare Miasto (Staré Město) – první bělský kostel poprvé zmiňovaný v roce 1225, přestavěný po požáru v roce 1690;
- Bývalý evangelický kostel – novogotický z roku 1873; nyní sídlo městské knihovny;
- Pozůstatky městských hradeb v čele s gotickou 23 m vysokou věží Prudnické brány (jižní městské brány)
- Židovský hřbitov – jeden z největších ve Slezsku; dochovalo se 921 hrobů, z nichž nejstarší pochází z roku 1621;
- Vodárenská věž – postavená v roce 1606 za účelem přivedení vody do bělského zámku;
- Nemocnice svaté Alžběty – novogotická budova v typicky pruském stylu z neomítané cihly z roku 1896;

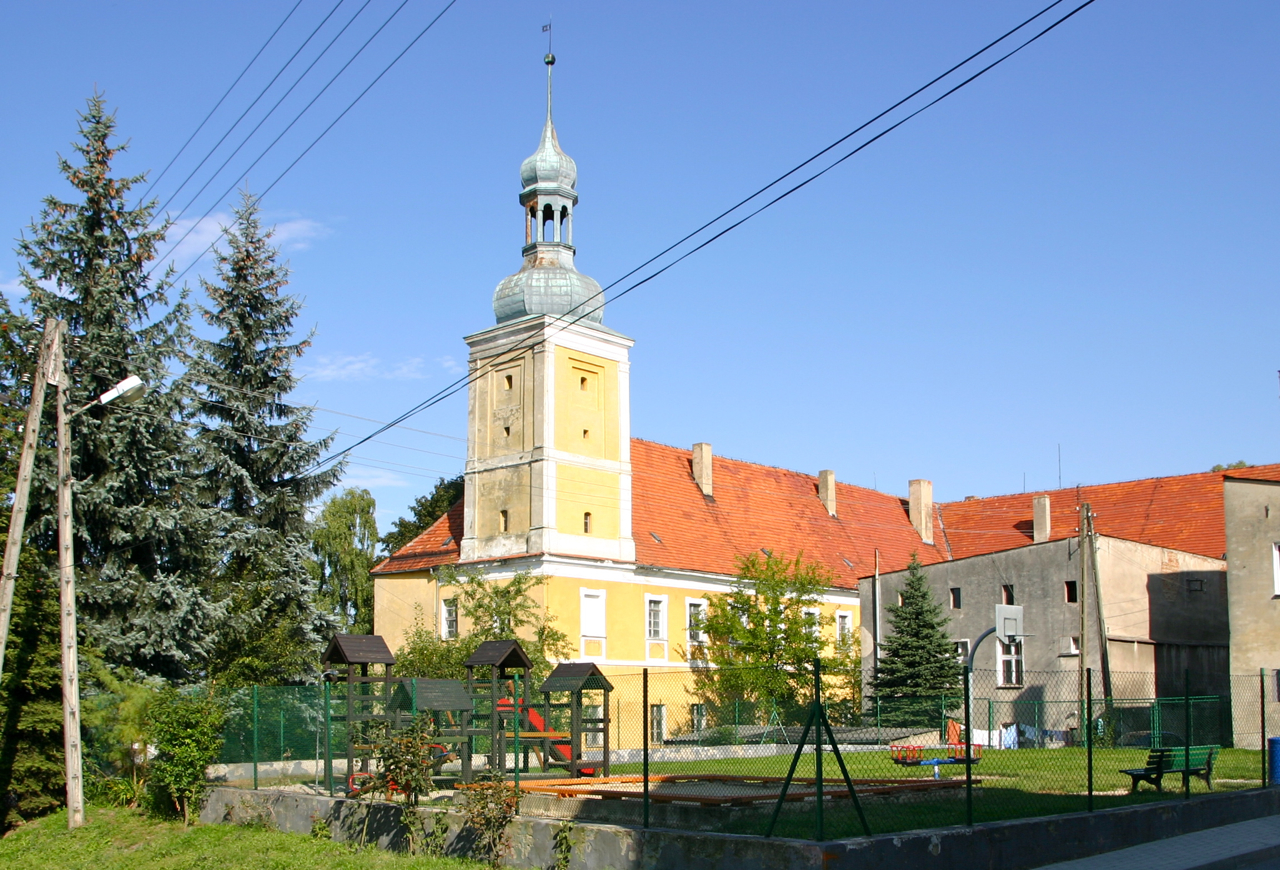
Zámek
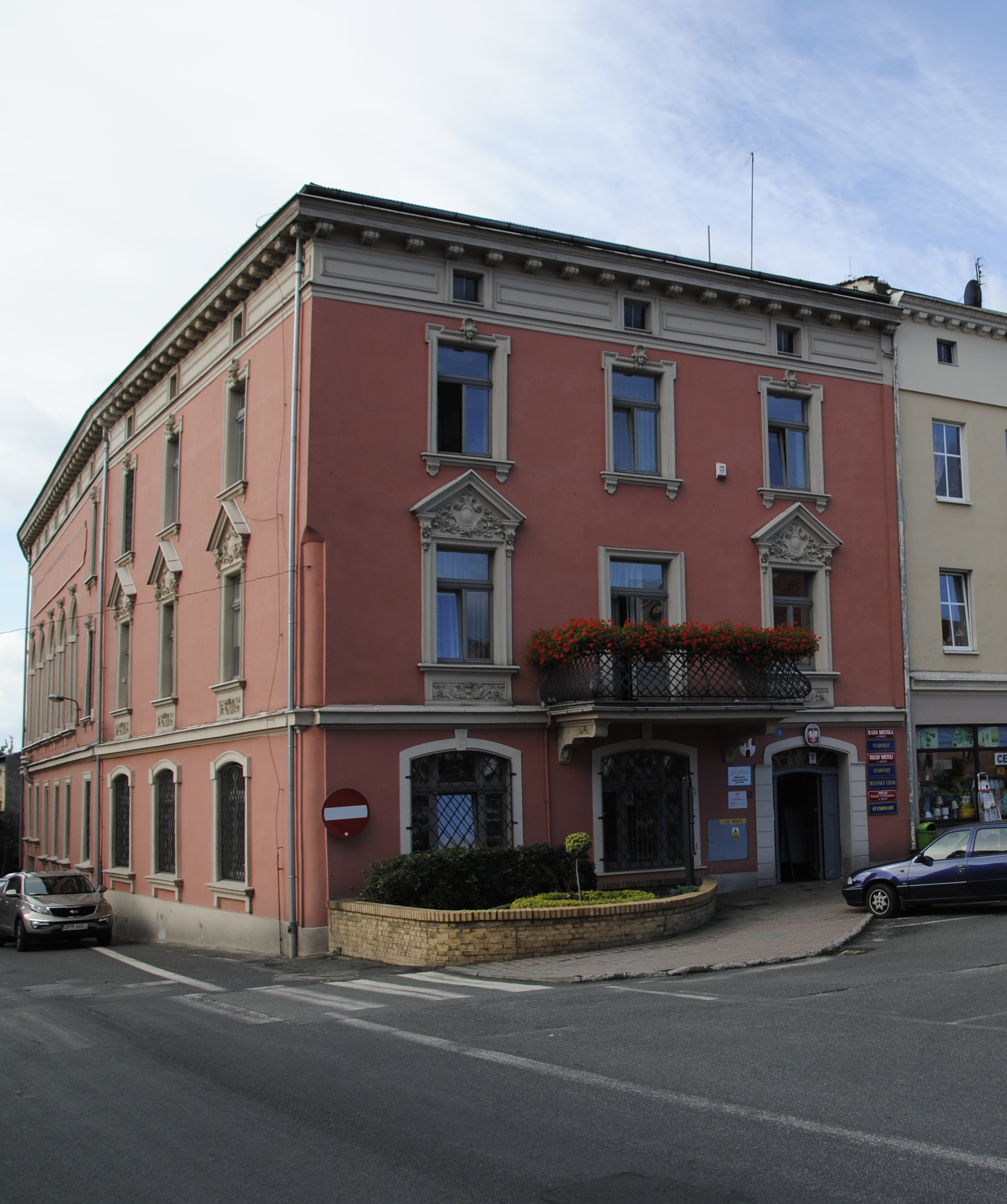
Magistrát
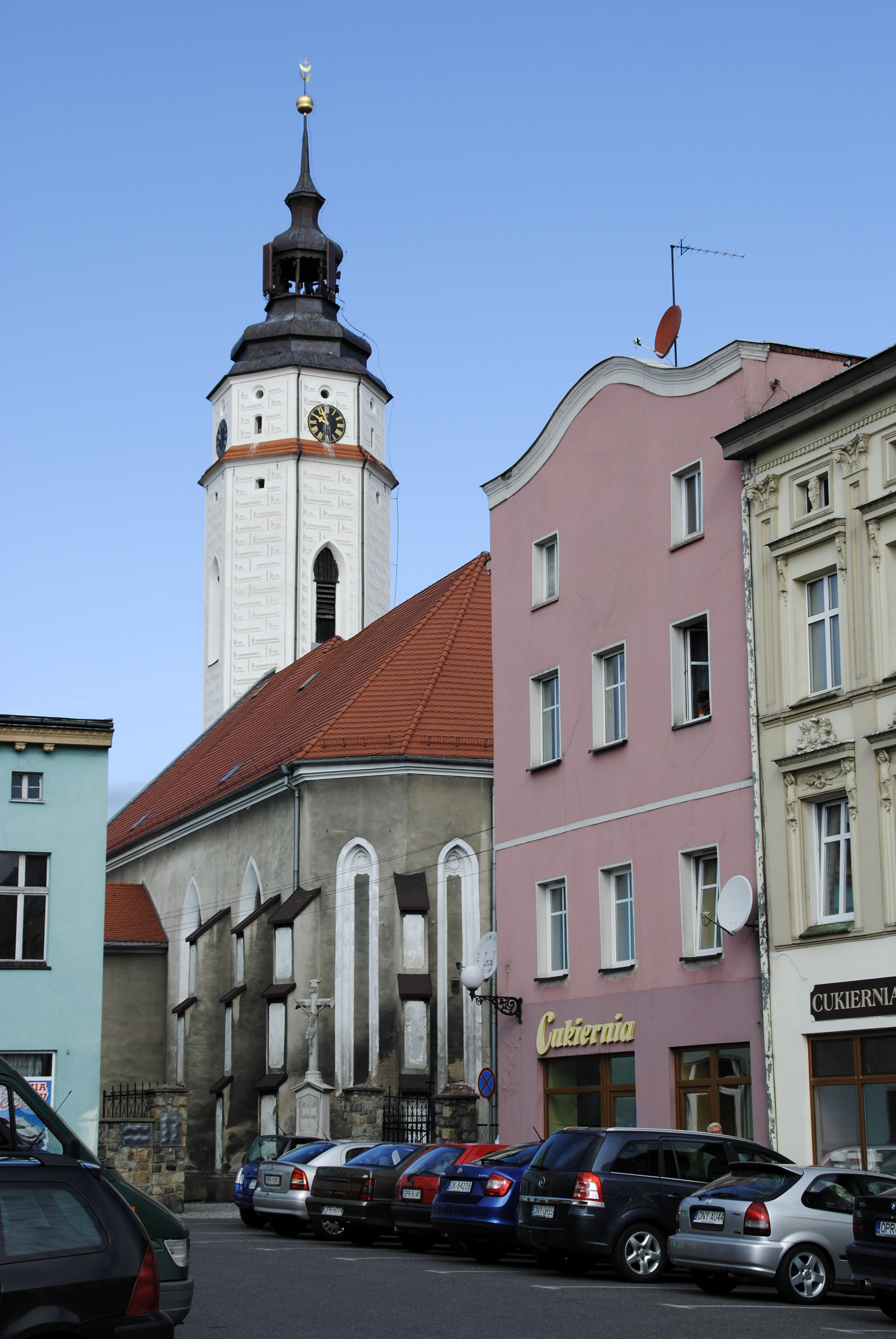
Farní kostel
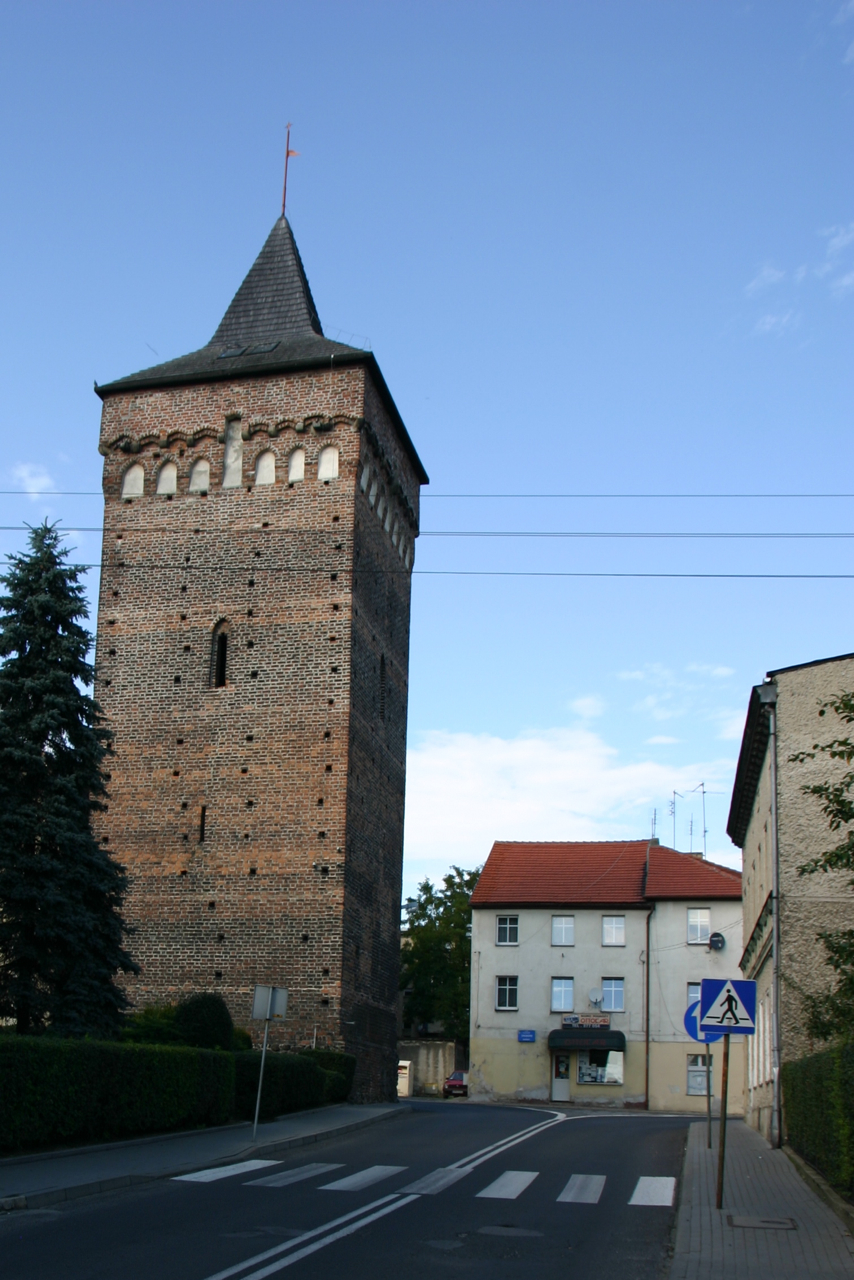
Věž Prudnické brány
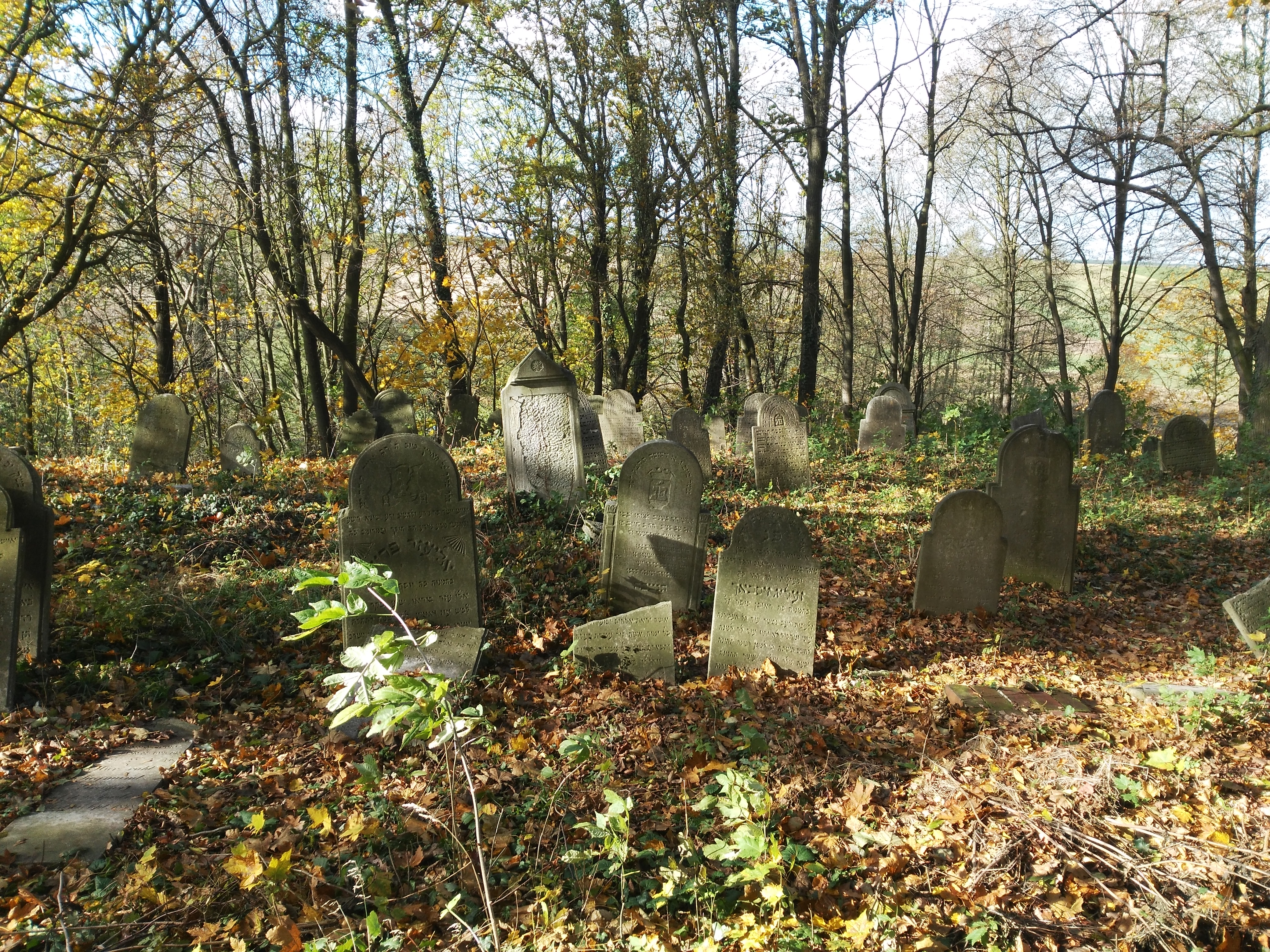
Židovský hřbitov
Vodárenská věž

## Doprava

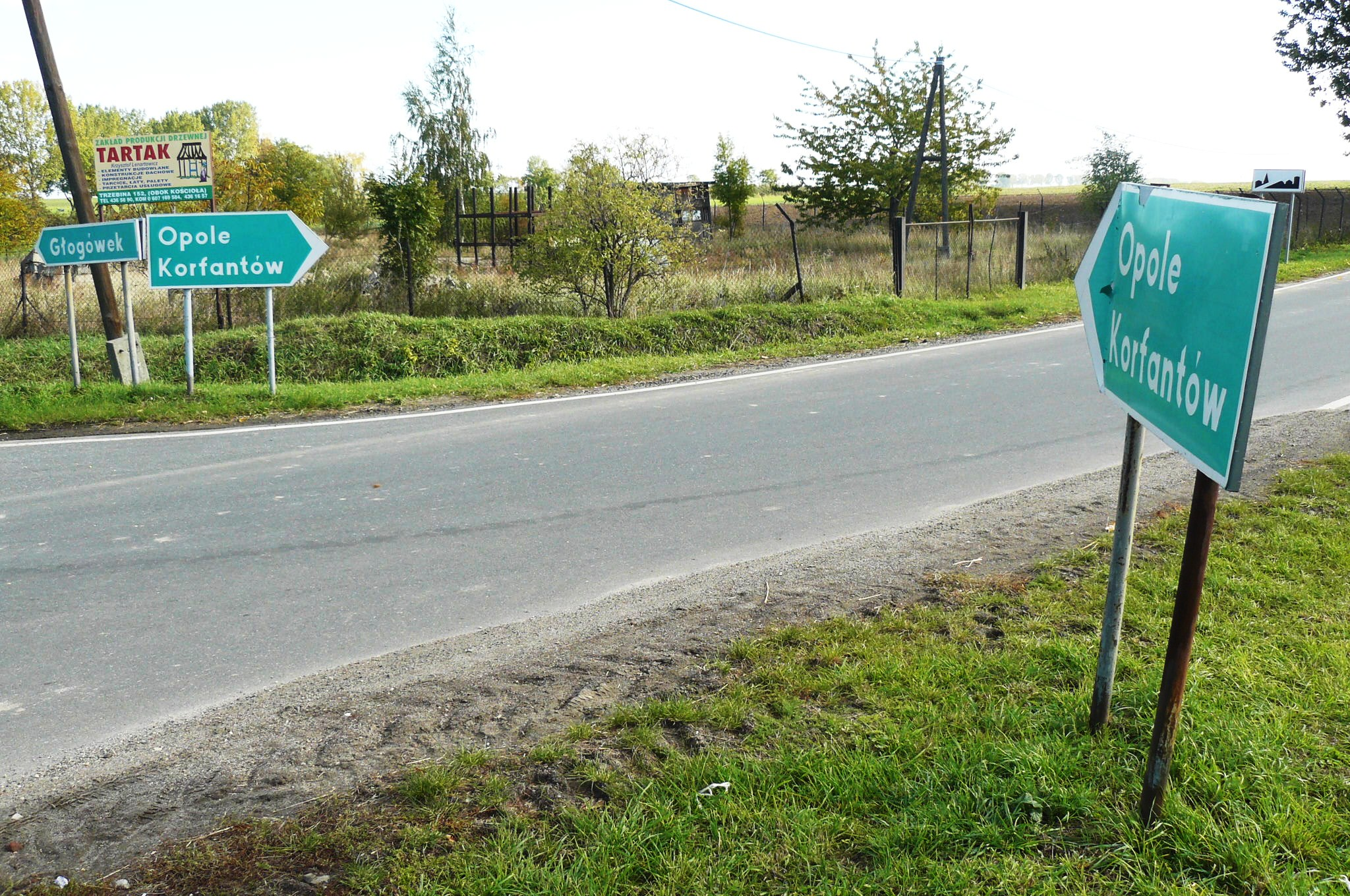
Silnice vedoucí do Olbrachcic

Osobní provoz na železniční trati Prudník – Krapkowice přes Bělou byl zastaven v roce 1991. V současnosti trať slouží pouze nákladní dopravě, budova nádraží byla rozebrána v roce 2012.
Městečkem prochází vojvodská silnice č. 414 spojující Prudník s Opolím. Roku 2008 byl dokončen východní obchvat.
Příměstskou a regionální autobusovou dopravu zajišťují podniky PKS Opole, PKS Głubczyce a také soukromá dopravce Auto-Fan.

## Osobnosti
- Salomon Cohn (1822–1902) – rabín

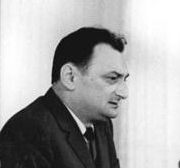
Harry Thürk

- Samuel Fränkel (1801–1881) – průmyslník, zakladatel textilních továrny známé později pod názvem Frotex v Prudníku
- Louis Loewe (1809–1888) – jazykovědec a orientalista
- Adolph Martin Schlesinger (1769–1838) – hudební nakladatel, zasloužil se o uzákonění autorského práva v Prusku
- Harry Thürk (1927–2005) – novinář a spisovatel, autor Hodiny mrtvých očí

## Partnerská města
- Marienheide (Německo, spolková země Severní Porýní-Vestfálsko)
- Město Albrechtice (Česko, Moravskoslezský kraj)
- Vlčice (Česko, Olomoucký kraj)